# Servizio d'inchiesta svizzero sulla sicurezza
Il Servizio d'inchiesta svizzero sulla sicurezza (SISI), identificato anche in lingua francese Service suisse d'enquête de Securité (SESE), e in tedesco Schweizerische Sicherheitsuntersuchungsstelle (SUST); vecchio nome: Servizio d'inchiesta svizzero sugli infortuni (SISI, Service d'enquête suisse sur les accidents (SESA), Schweizerische Unfalluntersuchungsstelle (SUST)); è un'agenzia statale della Confederazione Svizzera alle dipendenze del Dipartimento federale dell'ambiente, dei trasporti, dell'energia e delle comunicazioni (DATEC).
Istituito il 1º novembre 2011 a seguito della fusione tra l'Ufficio d'inchiesta sugli infortuni aeronautici (UIIA) ed il Servizio d'inchiesta sugli infortuni dei trasporti pubblici (SIII), è l'organo statale responsabile dello svolgimento svolgere delle indagini negli incidenti ed eventi pericolosi occorsi nel settore del trasporto marittimo, ferroviario ed aereo che si verificano nel territorio svizzero, allo scopo di trarre informazioni per prevenire future situazioni a rischio e garantire di conseguenza una maggiore sicurezza nel trasporto.
Il SISI ha i propri uffici responsabili nel settore dell'aviazione a Payerne, nelle strutture del locale aeroporto, e quelli della divisione ferroviaria e nautica a Berna.